# Торторелла, Джон
Джон Ро́берт Торторе́лла (англ. John Robert Tortorella; род. 24 июня 1958, Бостон) — американский хоккеист, тренер. Возглавлял клубы «Филадельфия Флайерз», «Коламбус Блю Джекетс», «Ванкувер Кэнакс», «Нью-Йорк Рейнджерс» и «Тампа-Бэй Лайтнинг», с последним выиграл Кубок Стэнли в 2004 году. Также двукратный обладатель «Джек Адамс Эворд», приза лучшему тренеру года в НХЛ.

## Биография
Во время учёбы в Университете Мэна три года выступал за местную хоккейную команду в NCAA. Завершив обучение в 1981 году, уехал в Швецию где провёл один сезон за «Кристианстад». Затем вернулся в США и в течение четырёх лет выступал за разные клубы Хоккейной лиги Атлантического побережья (ACHL), после чего перешёл на тренерскую работу. За свою карьеру игрока так и не провёл в НХЛ ни одного матча.
На начальном этапе тренерской карьеры возглавлял клуб Американской хоккейной лиги «Рочестер Американс», с которым выиграл Кубок Колдера в 1996 году, а также был ассистентом главного тренера в командах «Нью-Хэвен Найтхокс», «Баффало Сейбрз», «Финикс Койотис», «Нью-Йорк Рейнджерс».
По ходу сезона 1999/2000 был назначен и. о. главного тренера клуба «Нью-Йорк Рейнджерс», проведя с командой 4 матча и не одержав ни одной победы, Торторелла покинул свой пост после окончания регулярного чемпионата.
В середине сезона 2000/01 был нанят в качестве временного тренера в команду «Тампа-Бэй Лайтнинг». Со следующего сезона Торторелла стал постоянным главным тренером «Лайтнинг». По итогам регулярного чемпионата 2002/03 «Тампа-Бэй» выигрывает свой дивизион и впервые под руководством Тортореллы выходит в плей-офф, где уступает в пяти матчах во втором раунде, будущему чемпиону — «Нью-Джерси Девилз». Сезон 2003/04 стал самым успешным как в истории клуба, так и в тренерской карьере Тортореллы. По итогам регулярного чемпионата «Тампа» становится чемпионом Юго-Восточного дивизиона и победителем Восточной конференции, лишь на 3 очка уступив Президентский Кубок «Детройту». В плей-офф «молнии» дошли до финала, где в семи матчах обыграли «Калгари Флэймз» и завоевали свой первый Кубок Стэнли. По итогам сезона Джон Торторелла был признан лучшим тренером года и получил Джек Адамс Эворд.
После локаутного сезона 2004/05, «Тампа-Бэй Лайтнинг» дважды выходила в плей-офф, но неизменно проигрывала в первом раунде, а в сезоне 2007/08 и вовсе не смогла пробиться в розыгрыш Кубка Стэнли, после чего Джон Торторелла был освобождён от занимаемой должности.
По ходу сезона 2008/09 возглавил «Нью-Йорк Рейнджерс», в котором провёл 4 полных сезона. Самым успешным стал сезон 2011/12, в котором «Рейнджерс» заняли 1-е место в Атлантическом дивизионе и Восточной конференции в регулярном чемпионате, а в плей-офф дошли до финала конференции, где уступили «Нью-Джерси Девилз» в шести матчах. После поражения от «Бостона» в пяти матчах 2-го раунда плей-офф 2013 года, Джон Торторелла был уволен.
В сезоне 2013/14 возглавлял «Ванкувер Кэнакс». 21 января 2014 года был дисквалифицирован лигой на 15 дней, за то что в первом перерыве матча между «Ванкувером» и «Калгари Флэймз», в грубой форме высказал тренеру «Калгари» Бобу Хартли недовольство грязной игрой его подопечных и попытался проникнуть в раздевалку соперника. По итогам сезона не смог вывести свою команду в плей-офф и Торторелла был освобождён от занимаемой должности.
В сезоне 2015/16 сменил Тодда Ричардса на посту главного тренера «Коламбус Блю Джекетс», который к тому моменту плотно обосновался на дне турнирной таблицы. 19 марта 2016 года Джон Торторелла провёл свой 1000-й матч в регулярных чемпионатах НХЛ в качестве главного тренера. 18 декабря 2016 года одержал свою 500-ю победу в регулярных чемпионатах НХЛ в качестве главного тренера и стал первым уроженцем США достигшим данной отметки.
Сезон 2016/17 стал самым успешным в истории клуба. «Коламбус» впервые смог преодолеть рубеж в 100 набранных очков и одержать 50 побед в регулярном чемпионате. В итоге, «Блю Джекетс» заняли 3-е место в дивизионе и в первом раунде плей-офф встречались с «Питтсбург Пингвинз», которому уступили в пяти матчах. По итогам сезона Джон Торторелла был признан лучшим тренером и получил свой второй «Джек Адамс Эворд». 12 сентября 2018 года продлил контракт с «Коламбусом» на два года. 10 января 2019 года одержал свою 600-ю тренерскую победу в НХЛ. После того как в сезоне 2020/21 «Коламбус» не попал в плей-офф, Торторелла покинул пост главного тренера клуба.
В августе 2021 года подписал контракт с телеканалом ESPN в качестве хоккейного эксперта. 17 июня 2022 года был назначен на пост главного тренера «Филадельфии Флайерз».
Также возглавлял сборную США на чемпионате мира 2008 (6-е место) и Кубке мира 2016 (7-е место).

## Тренерская статистика в НХЛ
| Клуб                 | Сезон     | Регулярный чемпионат | Регулярный чемпионат | Регулярный чемпионат | Регулярный чемпионат | Регулярный чемпионат | Регулярный чемпионат | Регулярный чемпионат                | Плей-офф | Плей-офф | Плей-офф                                              |
| Клуб                 | Сезон     | И                    | В                    | П                    | Н                    | ПО                   | Очки                 | Место                               | В        | П        | Результат                                             |
| -------------------- | --------- | -------------------- | -------------------- | -------------------- | -------------------- | -------------------- | -------------------- | ----------------------------------- | -------- | -------- | ----------------------------------------------------- |
| Нью-Йорк Рейнджерс   | 1999/2000 | 4                    | 0                    | 3                    | 1                    | -                    | 1                    | 4-е место в Атлантическом дивизионе | -        | -        | не участвовали (и. о.)                                |
| Тампа-Бэй Лайтнинг   | 2000/01   | 43                   | 12                   | 17                   | 1                    | 3                    | 28                   | 5-е место в Юго-Восточном дивизионе | -        | -        | не участвовали (и. о.)                                |
| Тампа-Бэй Лайтнинг   | 2001/02   | 82                   | 27                   | 40                   | 11                   | 4                    | 69                   | 3-е место в Юго-Восточном дивизионе | -        | -        | не участвовали                                        |
| Тампа-Бэй Лайтнинг   | 2002/03   | 82                   | 36                   | 25                   | 16                   | 5                    | 93                   | 1-е место в Юго-Восточном дивизионе | 5        | 6        | Поражение во втором раунде («Нью-Джерси Девилз»)      |
| Тампа-Бэй Лайтнинг   | 2003/04   | 82                   | 46                   | 22                   | 8                    | 6                    | 106                  | 1-е место в Юго-Восточном дивизионе | 16       | 7        | Победа Финале Кубка Стэнли («Калгари Флэймз»)         |
| Тампа-Бэй Лайтнинг   | 2005/06   | 82                   | 43                   | 33                   | -                    | 6                    | 92                   | 2-е место в Юго-Восточном дивизионе | 1        | 4        | Поражение в первом раунде («Оттава Сенаторз»)         |
| Тампа-Бэй Лайтнинг   | 2006/07   | 82                   | 44                   | 33                   | -                    | 5                    | 93                   | 2-е место в Юго-Восточном дивизионе | 2        | 4        | Поражение в первом раунде («Нью-Джерси Девилз»)       |
| Тампа-Бэй Лайтнинг   | 2007/08   | 82                   | 31                   | 42                   | -                    | 9                    | 71                   | 5-е место в Юго-Восточном дивизионе | -        | -        | не участвовали (Уволен)                               |
| Нью-Йорк Рейнджерс   | 2008/09   | 21                   | 12                   | 7                    | -                    | 2                    | 26                   | 4-е место в Атлантическом дивизионе | 3        | 4        | Поражение в первом раунде («Вашингтон Кэпиталз»)      |
| Нью-Йорк Рейнджерс   | 2009/10   | 82                   | 38                   | 33                   | -                    | 11                   | 87                   | 4-е место в Атлантическом дивизионе | -        | -        | не участвовали                                        |
| Нью-Йорк Рейнджерс   | 2010/11   | 82                   | 44                   | 33                   | -                    | 5                    | 93                   | 3-е место в Атлантическом дивизионе | 1        | 4        | Поражение в первом раунде («Вашингтон Кэпиталз»)      |
| Нью-Йорк Рейнджерс   | 2011/12   | 82                   | 51                   | 24                   | -                    | 7                    | 109                  | 1-е место в Атлантическом дивизионе | 10       | 10       | Поражение в финале конференции («Нью-Джерси Девилз»)  |
| Нью-Йорк Рейнджерс   | 2012/13   | 48                   | 26                   | 18                   | -                    | 4                    | 56                   | 2-е место в Атлантическом дивизионе | 5        | 7        | Поражение во втором раунде («Бостон Брюинз») (Уволен) |
| Ванкувер Кэнакс      | 2013/14   | 76                   | 34                   | 31                   | -                    | 11                   | 79                   | 5-е место в Тихоокеанском дивизионе | -        | -        | не участвовали (Уволен)                               |
| Коламбус Блю Джекетс | 2015/16   | 75                   | 34                   | 33                   | -                    | 8                    | 76                   | 8-е место в Столичном дивизионе     | -        | -        | не участвовали                                        |
| Коламбус Блю Джекетс | 2016/17   | 82                   | 50                   | 24                   | -                    | 8                    | 108                  | 3-е место в Столичном дивизионе     | 1        | 4        | Поражение в первом раунде («Питтсбург Пингвинз»)      |
| Коламбус Блю Джекетс | 2017/18   | 82                   | 45                   | 30                   | -                    | 7                    | 97                   | 4-е место в Столичном дивизионе     | 2        | 4        | Поражение в первом раунде («Вашингтон Кэпиталз»)      |
| Коламбус Блю Джекетс | 2018/19   | 82                   | 47                   | 31                   | -                    | 4                    | 98                   | 5-е место в Столичном дивизионе     | 6        | 4        | Поражение во втором раунде («Бостон Брюинз»)          |
| Коламбус Блю Джекетс | 2019/20   | 70                   | 33                   | 22                   | -                    | 15                   | 81                   | 6-е место в Столичном дивизионе     | 4        | 6        | Поражение в первом раунде («Тампа-Бэй Лайтнинг»)      |
| Коламбус Блю Джекетс | 2020/21   | 56                   | 18                   | 27                   | -                    | 12                   | 48                   | 8-е место в Центральном дивизионе   | -        | -        | не участвовали                                        |
| Филадельфия Флайерз  | 2022/23   | 82                   | 31                   | 38                   | -                    | 13                   | 75                   | 7-е место в Столичном дивизионе     | -        | -        | не участвовали                                        |
| Всего                | Всего     | 1465                 | 704                  | 579                  | 37                   | 145                  | 1590                 | 3 победы в дивизионе                | 56       | 64       | 1 Кубок Стэнли                                        |